# Saint-Pol-Roux
Pour les articles homonymes, voir Pol et Roux.
Pierre Paul Roux, dit Saint-Pol-Roux, né le 15 janvier 1861 dans le quartier de Saint-Henri à Marseille et mort le 18 octobre 1940 à Brest, est un poète symboliste français.

## Biographie

### Enfance
Pierre Paul Roux naît le 15 janvier 1861 dans le quartier Saint-Henri de Marseille,, dans une famille d'industriels en produits céramiques. En 1872, à l'âge de dix ans, il est envoyé au collège Notre-Dame des Minimes à Lyon dont il sortira huit ans plus tard bachelier ès lettres. La même année, il s'engage pour un an dans l'armée. Attiré par le théâtre, il écrit sa première œuvre, Raphaëlo le pèlerin, un drame en trois actes.

### Années parisiennes

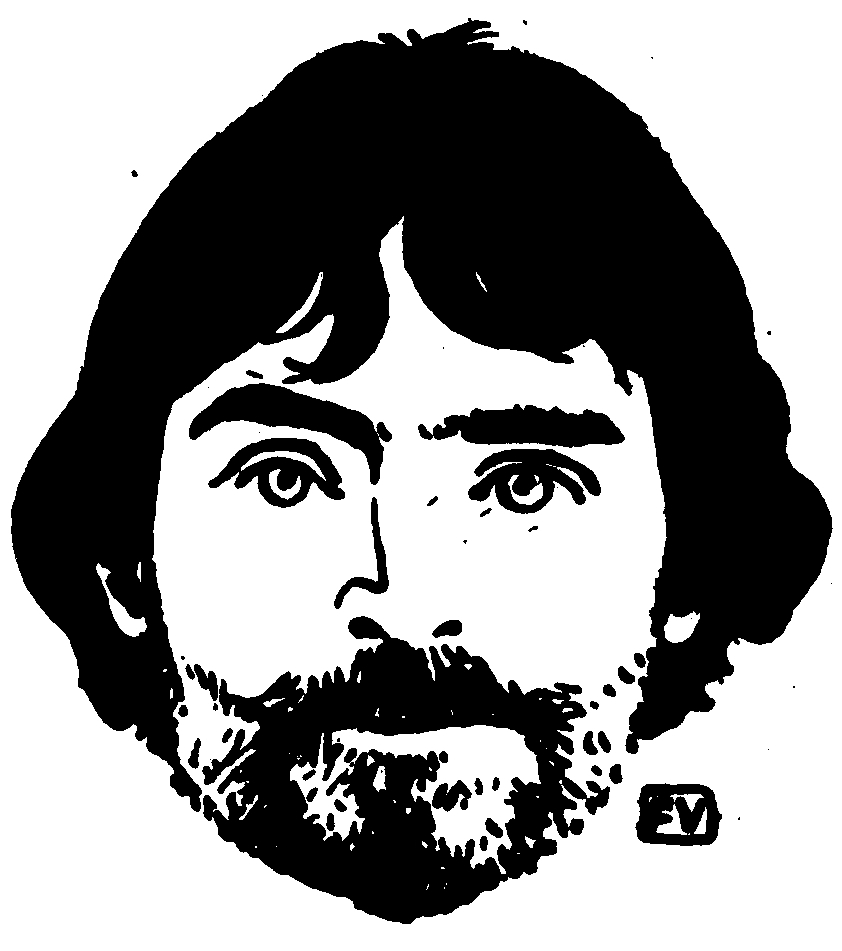
Portrait de Saint-Pol-Roux
par Félix Vallotton
paru dans Le Livre des masques de Remy de Gourmont (1898).

En 1882, il part s'installer à Paris et commence des études de droit, qu'il ne terminera jamais. Il fréquente cependant le salon de Stéphane Mallarmé, pour lequel il a la plus grande admiration. 
En 1886, il fonde avec Éphraïm Mikhaël et Pierre Quillard une revue du nom de La Pléiade, qui ne reparaît que de manière éphémère en 1889. Il gagne une certaine notoriété, essaie quelques pseudonymes et signe à partir de 1890 « Saint-Pol-Roux ». Il tente de faire jouer une de ses pièces, la Dame à la faux, par Sarah Bernhardt[réf. nécessaire].
Saint-Pol-Roux sera interviewé par Jules Huret en tant que membre du mouvement symboliste. Il est possible qu’il ait participé à la Rose-Croix esthétique de Joséphin Peladan en 1890 mais si tel est le cas, cette collaboration a dû être brève, car il ne figure pas parmi les signataires de l'original du document. 
En 1891, il rencontre sa future femme, Amélie Bélorgey (1869-1923). À cause de difficultés financières, Saint-Pol-Roux quitte Paris.

### L'exil volontaire
Son exil l'amène d'abord à Bruxelles, avant qu'il ne trouve une retraite paisible dans les forêts d'Ardenne, à Poix-Saint-Hubert au lieu-dit « Les Forges », où une discrète plaque rappelle le souvenir de son passage. C'est là, en toute tranquillité, qu'il termine sa Dame à la faux. Après un court retour à Paris, Saint-Pol-Roux quitte la capitale définitivement en 1898. Il l'exècre pour son ostracisme et l'arrogance de la critique littéraire, qu'il ignore avec autant de superbe qu'elle le méconnaît[réf. nécessaire]. 
Il s'installe ensuite avec sa femme à Roscanvel dans le Finistère, où naît leur fille Divine en 1898. Cette « chaumière de Divine » étant devenue trop petite, il s'installe à Camaret-sur-Mer et fait de la Bretagne le centre de gravité de son œuvre, vivant des subsides que lui a assurés l'opéra Louise, dont il a rédigé le livret pour Gustave Charpentier. 
En 1903, il achète une maison de pêcheur surplombant l'océan, au-dessus de la plage de Pen-Hat, sur la route de la pointe de Pen-Hir. Il la transforme en manoir à huit tourelles dont la maison forme le centre, et baptise la demeure « Manoir du Boultous ». À la mort de son fils Cœcilian, tombé en 1914 près de Verdun, il le renomme « Manoir de Cœcilian ». « Face à la mer, l'homme est plus près de Dieu », disait-il[réf. nécessaire].
Il reçoit de nombreux artistes et écrivains comme André Antoine, Victor Segalen, Alfred Vallette, Max Jacob, André Breton, Louis-Ferdinand Céline et même, en 1932, Jean Moulin, alors sous-préfet de Châteaulin. Les membres du mouvement surréaliste le considèrent comme un devancier. André Breton publie son Hommage à Saint-Pol-Roux le 9 mai 1925 dans Les Nouvelles Littéraires, où il revendique Saint-Pol-Roux comme le « seul authentique précurseur du mouvement dit moderne ».
Saint-Pol-Roux a été membre de l'Académie Mallarmé de 1937 à 1940.

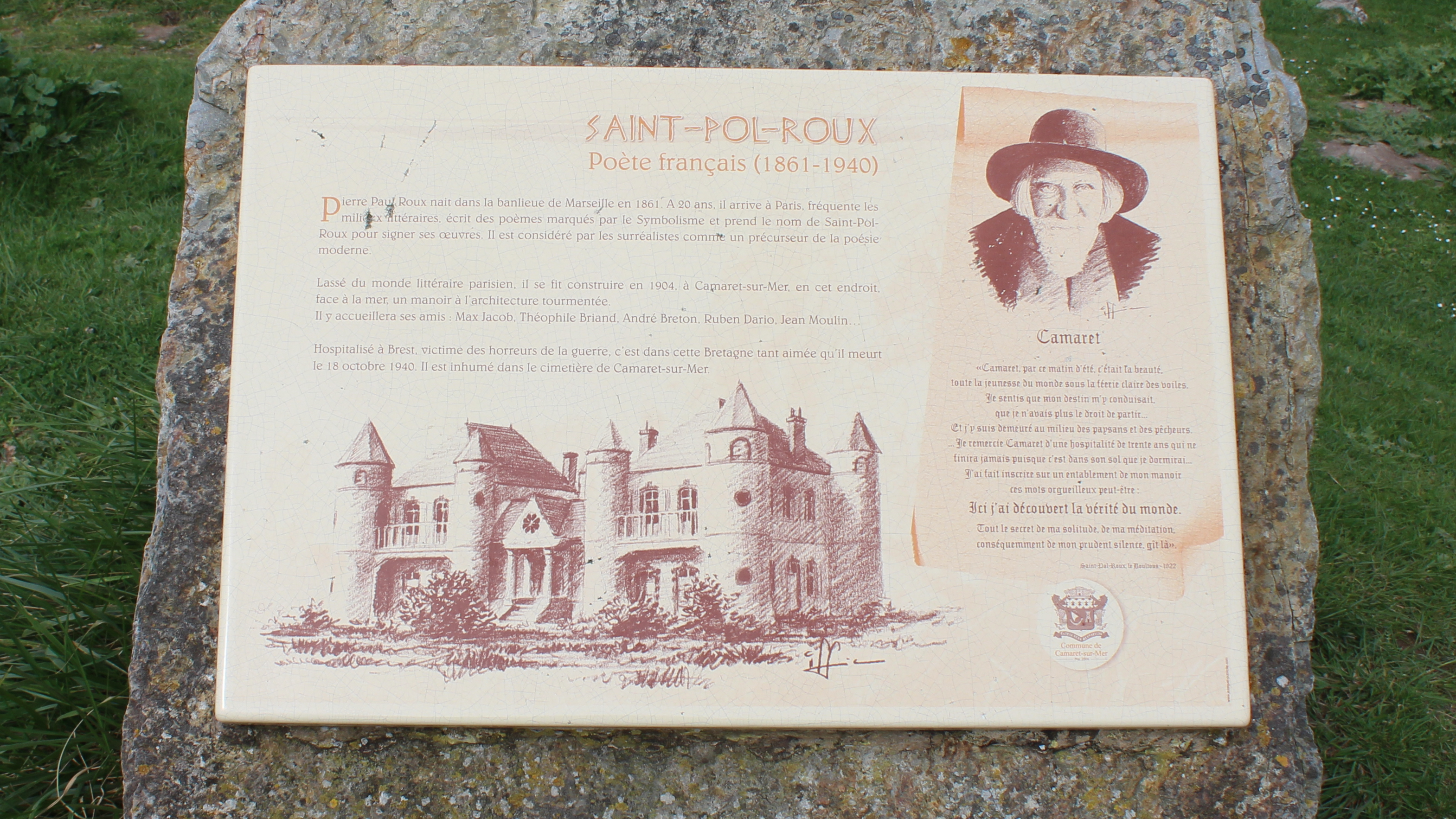
Le manoir de Saint-Pol-Roux est sur un circuit touristique

### L'attentat du 23 juin 1940 au manoir de Cœcilian
Dans la nuit du 23 au 24 juin 1940, quatre jours après l'occupation par les troupes allemandes de la presqu'île de Crozon, le manoir de Cœcilian est ensanglanté par un drame atroce. Un soldat allemand investit le manoir, blesse Divine à la jambe d'une balle de révolver qui lui fait éclater le tibia, tente de tuer son père et tue leur bonne « de trois balles dans la bouche ». Divine dira aussi que le soldat a abusé d'elle, ce qu'elle réfutera par la suite. Saint-Pol-Roux, qui a près de 80 ans, est blessé mais réchappe de la tragédie car le soldat allemand s'enfuit, effrayé par le chien de la maison. 
Le jour même de l'agression, l'autorité militaire allemande arrête le coupable. Il sera jugé par la cour martiale de Brest, condamné à mort et fusillé. 
Le 5 septembre 1944, Divine Saint-Pol-Roux rédige son témoignage manuscrit de l'attentat.  

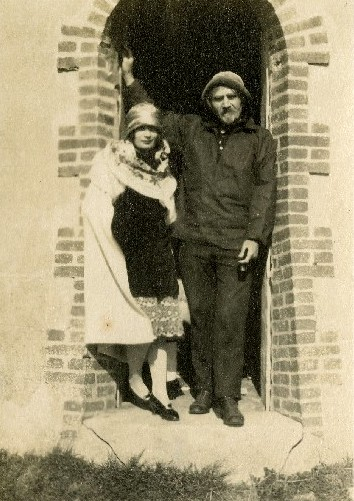
Camaret, 1924. Divine et son père, Saint-Pol-Roux - Bibliothèques de Brest, 2Fi12763

« Après les démarches auprès des autorités allemandes et ma déposition, j'arrivai à l'hôpital civil de Brest 17 heures après le drame, je fus opérée d'urgence, j'y fus soignée jusqu'au 15 avril 1941, pendant toute cette période le docteur Pouliquen et son assistant luttèrent contre l'amputation, je subis quatre opérations ; le 15 avril 1941, l'hôpital ayant été détruit au cours d'un bombardement, je fus dirigée sur la clinique du docteur Pouliquen où je restais huit jours mais Brest devenant peu sûr je fus évacuée sur Camaret où je fus accueillie par les parents de ma servante, n'ayant plus de foyer. Mais mon cas nécessitant encore des soins j'attendis la venue de mon frère pour être transportée à Paris où je fus admise à l'Hôtel-Dieu le 30 octobre 1941 et y demeurai soignée par le professeur Mondor jusqu'au 15 avril 1942. »

### La mort de Saint-Pol-Roux
Saint-Pol-Roux est cruellement atteint par la mort de leur fidèle Rose et par les souffrances de sa fille. 
Alors qu'il fait la navette entre l'hôpital de Brest et Camaret, il apprend un soir d'octobre 1940  que le manoir qui avait déjà été pillé vient d'être à nouveau « visité ». Les diverses pièces du manoir, notamment sa chambre et son cabinet de travail, se trouvent en effet dans le plus grand désordre.
Les manuscrits de plusieurs ouvrages auxquels Saint-Pol-Roux travaille depuis de nombreuses années ont été les uns déchirés, les autres brûlés. Lorsqu'il voit le désastre, il comprend qu'il lui sera impossible de reconstituer son œuvre ; il en éprouve un immense désespoir qui achève de le briser.
Atteint d'une crise d'urémie, il est transporté le 13 octobre à l'hôpital de Brest. Saint-Pol-Roux, « le Magnifique », le « mage de Camaret », meurt le 18 octobre 1940,.

### La tombe de Saint-Pol-Roux dans le cimetière de Camaret
Saint-Pol-Roux y est enterré aux côtés de son épouse Amélie (1869-1923), et de sa fille Divine (1898-1985).
Théophile Briant raconte : « Il fut enterré le 21 octobre à Camaret, au milieu de cette population côtière qu'il avait conquise et qui, raidie dans ses vêtements de deuil, cachait à peine son indignation des récentes forfaitures. Le cercueil, qui avait passé la nuit à la chapelle Notre-Dame-de-Rocamadour, fut porté à bras par quatre marins langoustiers aux visages de statue qui voulurent arrêter « Monsieur Saint-Pol » devant la tombe encore fraiche de sa servante, avant de le descendre dans la Terre Sainte de Bretagne. »

### Un poète oublié
Saint-Pol-Roux représente l'archétype du « poète oublié ». C'est à ce titre qu'André Breton lui dédie le recueil Clair de terre (ainsi qu'à « ceux qui comme lui s'offrent le magnifique plaisir de se faire oublier ») et que Vercors lui dédie Le Silence de la mer (« le poète assassiné »).
De son vivant même, son œuvre reste méconnue, pourtant publiée dans la revue L'Ermitage et célébrée aussi bien par les symbolistes (notamment Remy de Gourmont) que, plus tard, par les surréalistes qui donnent un banquet à la Closerie des lilas en son honneur en 1925, lequel tourne au pugilat et dont Saint-Pol-Roux s'enfuit, effrayé.
L'universitaire Michel Décaudin raconte ainsi qu'allant lire, dans les années 1950, Les Reposoirs de la procession à la bibliothèque de l'Arsenal à Paris, on lui communiqua un volume dont les pages n'étaient pas coupées : « Il était ainsi resté en rayon plus de cinquante ans sans être consulté ».
À partir de la Libération, Divine s'efforce en vain d'empêcher l'œuvre de son père de tomber dans l'oubli. Malgré les études de Michel Décaudin, la parution d'un volume dans la collection « Poètes d'aujourd'hui » des éditions Seghers et les émissions de Jean-Pierre Rosnay à la radio, où il fit dire quelques-uns de ses poèmes, Saint-Pol-Roux reste largement méconnu.
En grande partie grâce au travail de sauvetage, de défrichage et de publication des éditions Rougerie, pendant ces années de « purgatoire », les poèmes, essais et pièces de théâtre rescapés de la barbarie nazie sont édités ou réédités. Une masse considérable de manuscrits inédits (Le Trésor de l'Homme, La Répoétique) a survécu au pillage.
En 2009, une Société des Amis de Saint-Pol-Roux est créée afin de mieux faire connaître et de promouvoir l'œuvre du poète.

## Ruines du manoir de Saint-Pol-Roux-le-Magnifique

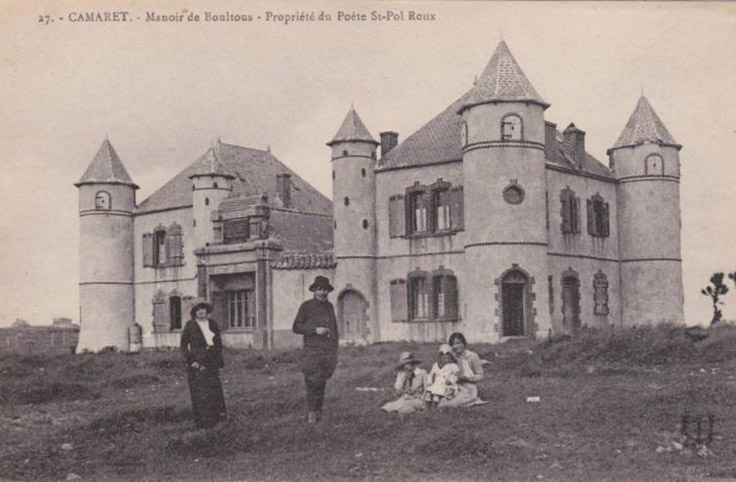
Manoir de Boultous

À quelques mètres des alignements de Lagatjar, juste au-dessus de la plage de Pen Hat se trouvent les ruines du manoir de Saint-Pol-Roux, alias « Le Magnifique ».

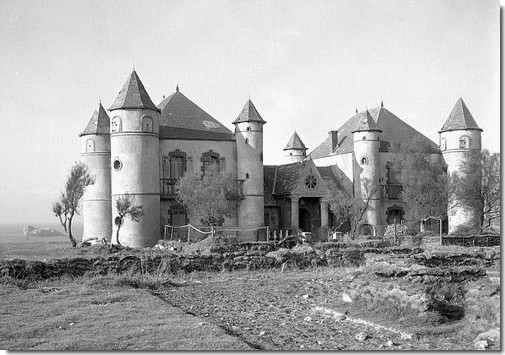
Le manoir de Saint-Pol-Roux vers 1925

L'édifice était composé de deux pavillons de plan carré liés entre eux par un corps central plus bas. Les pavillons étaient flanqués de tourelles circulaires et coiffés de toits en croupe. Le gros œuvre était en moellon de pierre et ciment avec l'encadrement des baies en brique. En 1944, le manoir, occupé par les Allemands, fut bombardé à plusieurs reprises par l'aviation alliée. Il brûla le 11 septembre 1944, sept jours avant la libération de Camaret.
Il ne reste, au début du XXIe siècle, que quelques vestiges de cette demeure.

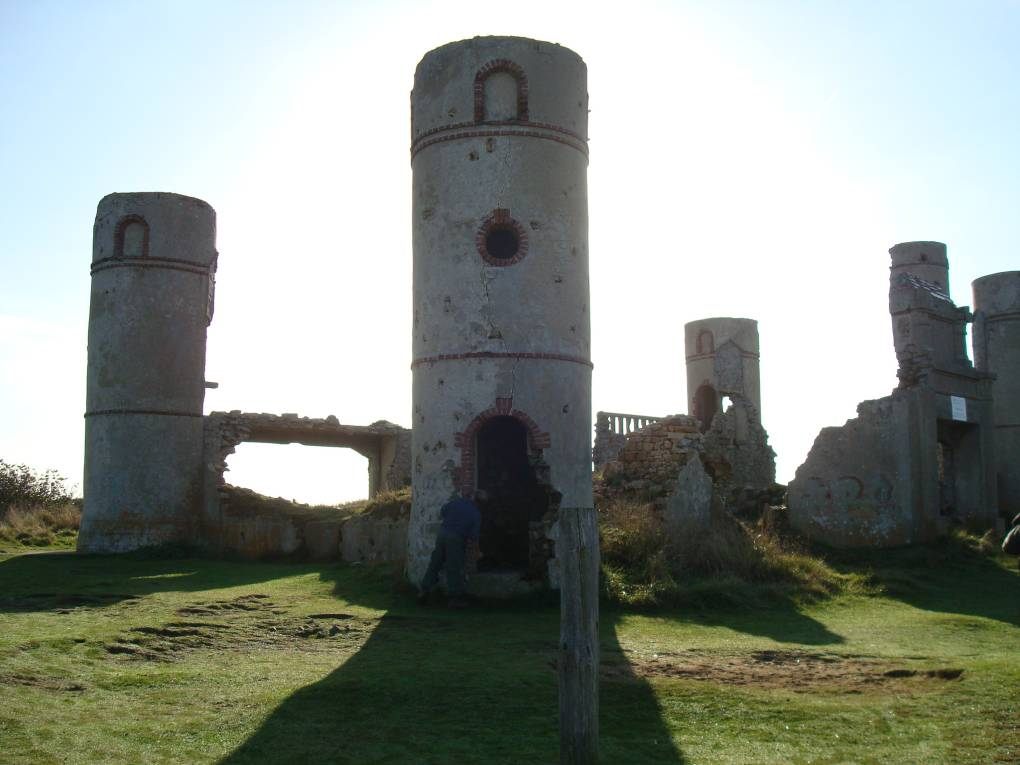
Ruines du manoir, face à la mer.
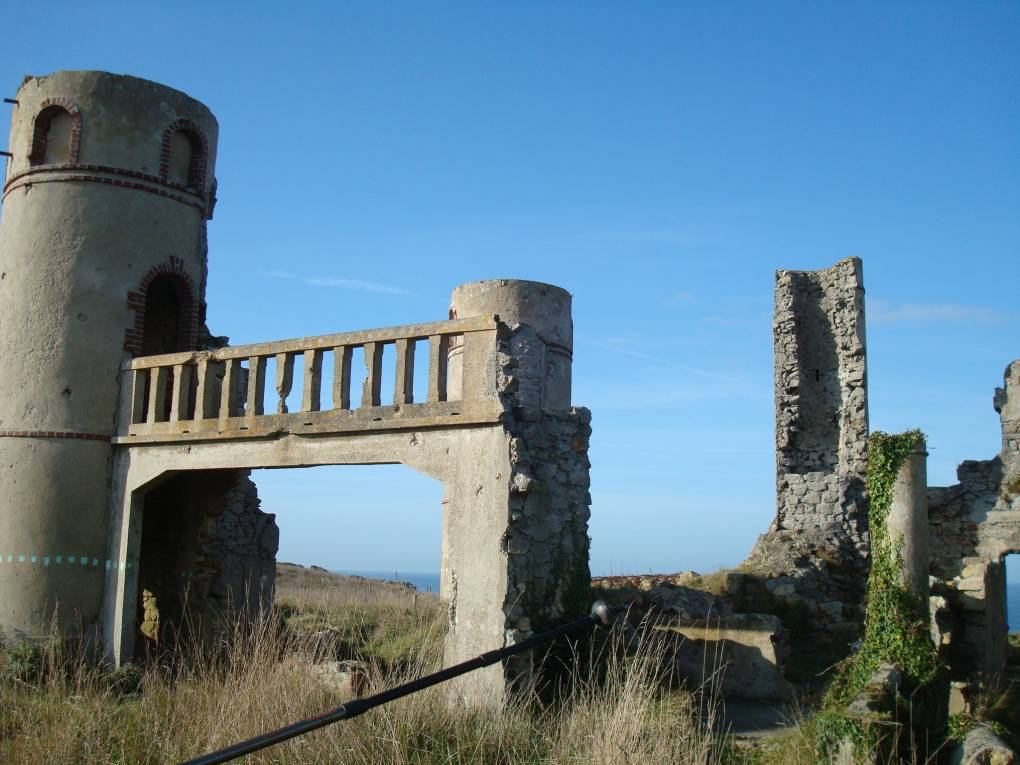
Ruines du manoir côté terre.
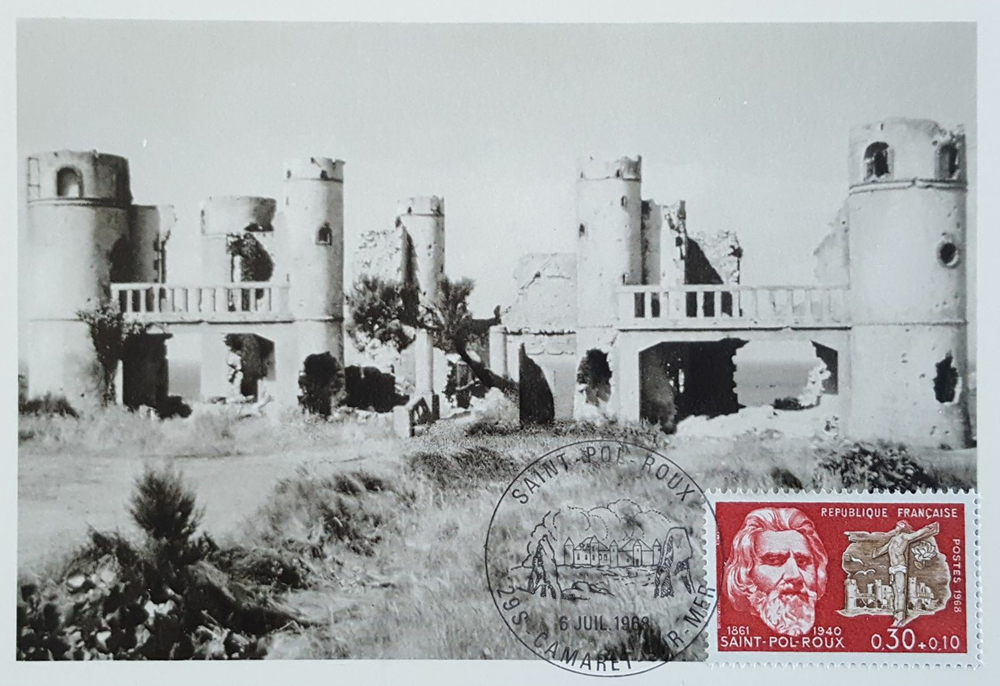
Carte postale 1968.

## L'œuvre de Saint-Pol-Roux
Saint-Pol-Roux a tenté de créer une œuvre d'art totale. Ce rêve de la littérature symboliste consistait à créer une œuvre parfaite répondant à tous les sens. Saint-Pol-Roux s'est donc intéressé au genre théâtral et à l'opéra, pendant ses années parisiennes. À la fin de sa vie, il s'émerveille des possibilités artistiques offertes par le cinéma.
Saint-Pol-Roux a également créé la notion d'« idéoréalisme », dans un souhait d'une fusion artistique entre le monde réel et le monde des idées, dans une perspective néoplatonicienne. Il imagine une cosmologie, où la Beauté perdue dans le monde réel doit être révélée par le poète.

## Hommage
- Saint-Pol-Roux a donné son nom à un collège public de Brest[16] ainsi qu'à une rue dans les communes de Brest (29200), de Crozon-Morgat (29160) et dans la commune de Guyancourt (78280).
- En 1990 pour les cinquante ans de sa mort, Saint-Pol-Roux a été célébré par Jean-Pierre Rosnay dans les ruines du manoir de Cœcilian [17].
- En septembre 2009, la Société des Amis de Saint-Pol-Roux (association loi de 1901) dont le but est de mieux faire connaître la vie et l'œuvre du poète est créée, présidée par Mikaël Lugan, avec pour vice-présidents Marcel Burel, Jacques Goorma et Alistair Whyte, et comme membres d'honneur Jean Burgos, Gérard Macé, René de Obaldia et Dominique Rabourdin. Elle publie depuis 2015 un bulletin annuel. En janvier 2019, l'association lance une pétition pour la sauvegarde des ruines du Manoir de Cœcilian qui recueille près de 4000 signatures[18].
- En août 2010, la ville de Camaret a célébré « son poète » pendant trois jours[19].
- Chaque été, l’association Des Mots Dans Les Nuages organise un festival à Camaret, pendant lequel des poèmes de Saint-Pol-Roux sont interprétés[17].
- Un timbre poste a son effigie a été émis en 1968.
- Saint-Pol-Roux est considéré comme un poète majeur de la poésie symboliste française par l'un des personnages du roman De purs hommes de l'auteur sénégalais Mohamed Mbougar Sarr, en 2018.
- Les cerfs-volants de l'artiste Marie Limoujoux. Elle a écrit dessus des phrases de Saint-Pol-Roux et les a fait voler dans le manoir de Camaret.

## Œuvres
- Raphaëlo le pèlerin, imprimerie de H. Olivier, Paris, 1879.

Sous le nom de Saint-Paul de Roux
- Raphaëlo le pèlerin, Pinet (Marseille) et Josserand (Lyon), 1880

Sous le nom de Paul Roux
- Maman!, Ollendorff, 1883
- Garçon d'honneur, Ollendorff, 1883 [lire sur Wikisource]
- Le Poète, Ghio, 1883
- Un drôle de mort, Ghio, 1884
- Rêve de duchesse, Ghio, 1884
- La Ferme, Ghio, 1886

Sous le nom de Saint-Paul-Roux
- Bouc émissaire, s.n., 1889

Sous le nom de Saint-Pol-Roux
- L'âme noire du prieur blanc, Mercure de France 1893
- Les Reposoirs de la procession, vol 1., Mercure de France, 1893 [lire sur Wikisource]
- L'Épilogue des saisons humaines, Mercure de France 1893
- La Dame à la faulx, Mercure de France, 1899
- Les Reposoirs de la procession, vol. I : La Rose et les épines du chemin, Mercure de France, 1901
- Anciennetés, Mercure de France, 1903 [lire sur Wikisource]
- Les Reposoirs de la procession, vol. II : De la colombe au corbeau par le paon, Mercure de France, 1904
- Les Reposoirs de la procession, vol. III : Les Féeries intérieures, Mercure de France, 1907
- Les Fééries intérieures, 1907
- La Mort du Berger, Broulet, Brest, 1938, 69 p.
- La Supplique du Christ, 1939.

Œuvres posthumes
- Bretagne est univers, Broulet, Brest, 1941 [lire sur Wikisource]
- Florilège Saint-Pol-Roux, L'Amitié par le Livre, 1943
- Anciennetés, Seuil, 1946
- L'Ancienne à la coiffe innombrable, Éd. du Fleuve, Nantes, 1946
- Août, Broder, 1958
- Saint-Pol-Roux "Les plus belles pages", Mercure de France, 1966
- Le Trésor de l'homme, Rougerie, Mortemart, 1970
- La Répoétique, Rougerie, Mortemart, 1971
- Cinéma vivant, , Rougerie, Mortemart, 1972
- Vitesse, Rougerie, Mortemart, 1973
- Les Traditions de l'avenir, Rougerie, Mortemart, 1974
- Saint-Pol-Roux / Victor Segalen, Correspondance, Rougerie, Mortemart, 1975
- La Transfiguration de la guerre, Rougerie, Mortemart, 1976
- Genèses, Rougerie, Mortemart, 1976
- La Randonnée, Rougerie, Mortemart, 1977
- De l'art magnifique, Rougerie, Mortemart, 1978
- La Dame à la faulx, Rougerie, Mortemart, 1979
- Les Reposoirs de la procession, vol. I : La Rose et les épines du chemin, Rougerie, Mortemart, 1980
- Les Reposoirs de la procession, vol. II : De la colombe au corbeau par le paon, Rougerie, Mortemart, 1980
- Les Reposoirs de la procession, vol. III : Les Féeries intérieures, Rougerie, Mortemart, 1981
- Le Tragique dans l'homme, vol. I : Les Personnages de l'individu, Les Saisons humaines, Tristan la Vie, Rougerie, Mortemart, 1983
- Le Tragique dans l'homme, vol. II : Monodrames, L'Âme noire du prieur blanc, Fumier, Rougerie, Mortemart, 1984
- Tablettes. 1885-1895, Rougerie, Mortemart, 1986
- Idéoréalités. 1895-1914, Rougerie, Mortemart, 1987
- Glorifications. 1914-1930, Rougerie, Mortemart, 1992
- Vendanges, Rougerie, Mortemart, 1993
- La Besace du solitaire, Mortemart, Rougerie, 2000 (ISBN 2856680658)
- Saint Nicolas des Ardennes (version dessinée Renaud Perrin), extrait de Les Reposoirs de la procession III, Passage Piétons, 2001
- Les Ombres tutélaires, Mortemart, Rougerie, 2005 (ISBN 2856681123)
- Litanies de la mer, Mortemart, Rougerie, 2010 (ISBN 2856681581)
- Sabalkazin ou la punition du sorcier (livret inédit d'un opéra-comique en trois actes et six tableaux), Société des Amis de Saint-Pol-Roux, Bulletin des Amis de Saint-Pol-Roux, n° 5-6, octobre 2015  (ISBN 9791095498001)
- Saint-Pol-Roux collaborateur de la Dépêche de Brest (ensemble des textes du poète parus dans le quotidien), Société des amis de Saint-Pol-Roux, Bulletin des Amis de Saint-Pol-Roux, n° 9-10, octobre 2019  (ISBN 9791095498049)
- L'hôtel de Camaret (livre d'artiste : discours inédit enrichi d'une eau-forte de Loïc Le Groumellec), Éditions de la Canopée 15 mai 2020
- Raphaëlo le pèlerin (drame en trois actes précédés d'un prologue en deux tableaux), édition présentée & annotée par Ana Orozco, Société des amis de Saint-Pol-Roux, Bulletin des Amis de Saint-Pol-Roux, n° 11-12, octobre 2020  (ISBN 9791095498056)
- Ainsi parlait Saint-Pol-Roux, dits et maximes de vie choisis et présentés par Jacques Goorma, Arfuyen, coll. "Ainsi parlait" n° 33, 2022  (ISBN 9782845903272)
- Quelques œuvres de Saint-Pol-Roux ont paru en Allemagne (Verlag Rolf A. Burkart, Berlin :  (ISBN 3923931255) et autres)